# Fario (Film)
Fario (ein Synonym für die „Bachforelle“) ist ein Filmdrama von Lucie Prost. Der Film mit Finnegan Oldfield und Daphné Patakia in den Hauptrollen feierte im August 2024 beim Locarno Film Festival seine Premiere und kam im Oktober 2024 in die französischen Kinos.

## Handlung
Der 27-jährige Léo ist ein brillanter junger Ingenieur und Partylöwe und lebt in Berlin. Er muss in sein Heimatdorf im Doubs zurückkehren, um den landwirtschaftlichen Betrieb seines Vaters an ein Bohrunternehmen zu verkaufen, die dort seltene Erden schürfen wollen. Sein Vater hat drei Jahre zuvor Selbstmord begangen. Léos Mutter Nelly, seine kleine Schwester, seine Freunde und sein Cousin Gus sind mit der Idee nicht einverstanden.

## Produktion

### Filmstab und Besetzung

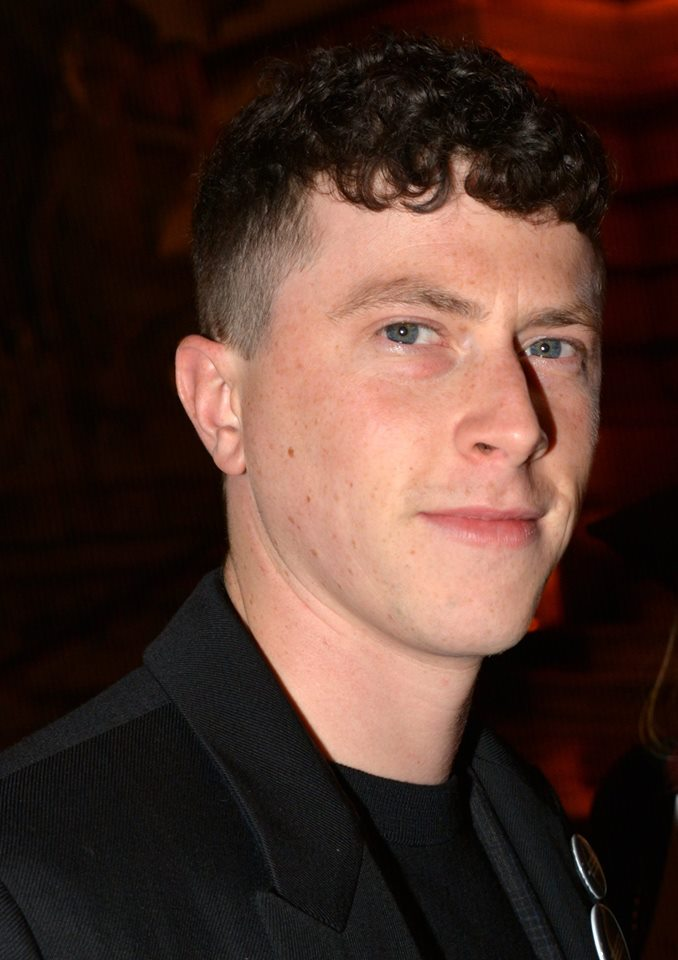
Finnegan Oldfield spielt Léo

Regie führte Lucie Prost, die auch das Drehbuch schrieb. Es handelt sich bei Fario um ihr Regiedebüt bei einem Spielfilm. Mit Filmeditorin Lila Desiles arbeitete Prost bereits für ihren Kurzfilm Durch den Wald zusammen. Zuletzt war Desiles für Filme wie Wilder Diamant, À son image und La récréation de juillet tätig. Als „Fario“ wird eine Forellenart bezeichnet, die in den Flüssen des Loue-Tals vorkommt. Post wuchs in Lons-le-Saunier im Jura auf.
Finnegan Oldfield, der im südenglischen Lewes geboren wurde, aber in Frankreich aufwuchs, spielt in der Hauptrolle Léo. Er ist bekannt aus Filmen wie Die Lebenden reparieren, Ein Leben, Gagarin – Einmal schwerelos und zurück, Final Cut of the Dead und Corsage. In einer weiteren Hauptrolle ist die in Frankreich lebende griechisch-belgische Schauspielerin Daphné Patakia zu sehen, in Nebenrollen Megan Northam als Léos alte Flamme Camille, Florence Loiret-Caille als seine Mutter Nelly und Andranic Manet als sein Cousin Gus. Northam spielte zuvor in Pendant ce temps sur Terre und Passagiere der Nacht in Hauptrollen. Loiret-Caille spielte in größeren Rollen in Die Zeit, die wir teilen und La récréation de juillet. Manet war in Filmen wie Die Lebenden reparieren an der Seite von Oldfield und in Eiffel in Love in Nebenrollen zu sehen und hatte in La récréation de juillet die Hauptrolle erhalten, in dem auch Loiret-Caille spielte.

### Dreharbeiten
Die Dreharbeiten fanden von Anfang Juni 2023 in den Sommer hinein im Département Jura in der Region Bourgogne-Franche-Comté und in der Normandie statt, unter anderem in Ornans bei Besançon und in Caen bei Rouen. Der Arbeitstitel war Les truites. "Truite" ist das französische Wort für die "Forelle". Kameramann Thomas Favel war zuletzt für den Dokumentarfilm Der Mörder meiner Tochter von Antoine Tassin, die Tragikomödie Comme une actrice von Sébastien Bailly und den Dokumentarfilm Rodeo Girls von Justine Morvan und Kévin Noguès tätig.

### Veröffentlichung
Die Premiere des Films war am 13. August 2024 beim Locarno Film Festival. Ende August 2024 wurde er beim Festival du film francophone d’Angoulême vorgestellt. Am 23. Oktober 2024 kam er in die französischen Kinos. Ebenfalls im Oktober 2024 wurde der Film bei den Internationalen Hofer Filmtagen und bei der Viennale gezeigt.

## Auszeichnungen
Locarno Film Festival 2024
- Nominierung im Concorso Cineasti del presente

Viennale 2024
- Auszeichnung mit dem Preis der Standard-Leser-Jury (Lucie Prost)[12]